# ليلي ماكنتاير
ليلي ماكنتاير (بالإنجليزية: Leila McIntyre)‏ هي ممثلة أمريكية، ولدت في 20 ديسمبر 1882 في فيرمونت في الولايات المتحدة، وتوفيت في 9 يناير 1953 في لوس أنجلوس في الولايات المتحدة.

## وصلات خارجية
- ليلي ماكنتاير على موقع IMDb (الإنجليزية)
- ليلي ماكنتاير على موقع قاعدة بيانات الفيلم (الإنجليزية)